# Логиновский, Феоктист Елисеевич
Феоктист Елисеевич Логиновский (8 ноября 1910, Курган, Тобольская губерния — 23 мая 1980, Москва) — советский инженер, участник атомной программы, лауреат Сталинской премии.

## Биография
Феоктист Логиновский родился 8 ноября 1910 года в крестьянской семье в городе Кургане Курганского уезда Тобольской губернии, ныне город — административный центр Курганской области.
По окончании школы (1929) работал слесарем на фабрике «Прогресс» в Свердловске.
В 1932 году призван в армию, служил на крейсере «Аврора». После увольнения в запас (1934) — слесарь на заводе «Уралмаш».
Окончил рабфак, физико-математический факультет Свердловского университета имени А. М. Горького (1941) и был оставлен на кафедре экспериментальной физики.
С июня 1942 по ноябрь 1945 года служил в Военно-Морских Силах Рабоче-крестьянской Красной Армии: сначала начальником цеха авторемонтных мастерских в Волжской военной флотилии, затем в Военно-морском училище имени М. В. Фрунзе в Ленинграде, младший преподаватель кафедры морпрактики, преподавал физику. Старшина первой статьи.
В ноябре 1946 года демобилизовался и уехал на родину жены в Краснодар. Некоторое время работал старшим преподавателем в п/я 77917 (Краснодарское военное артиллерийское училище).
В октябре 1947 года переведён в 1-е Главное Управление Минсредмаша СССР.
С 25 декабря 1947 года на комбинате № 817 (ПО «Маяк»): инженер, помощник начальника смены, начальник смены (август 1948).
С 1955 года член КПСС.
Назначения:
- 1.01.1950 — заместитель научного руководителя объекта «АВ»,
- 1.01.1951 — научный руководитель завода № 4 (реактор «АВ-2»).
- 1.01.1952 — главный инженер объекта «А».
- 5.03.1952 — начальник объекта «АИ».
- 1.07.1954 — научный руководитель завода 156.

С 1.10.1955 г. переведён на объект Томск-7.
В 1955—1968 гг. — заместитель главного инженера, главный инженер (1963—1968) Сибирского химического комбината, (г. Северск).
С 27 марта 1968 г. — главный инженер — заместитель начальника 16 Главного управления.
С августа 1977 г. — учёный секретарь научно-технического совета Минсредмаша СССР.
Участник пуска трёх ядерных реакторов.
Кандидат технических наук (1962). Получил 7 авторских свидетельств на изобретения.
Феоктист Елисеевич Логиновский умер 23 мая 1980 года в городе Москве.

## Награды и премии
- Ленинская премия, 1960 год
- Сталинская премия II степени, 1953 год
- Орден Ленина, 1962 год
- Орден Октябрьской Революции
- Орден Трудового Красного Знамени, трижды: 1949 год, 1956 год, 1966 год
- Медали, в т.ч.
  - Медаль «За победу над Германией в Великой Отечественной войне 1941—1945 гг.», 18 сентября 1945 года[3]

## Семья
Жена — Логиновская Мария Афанасьевна. В семье сын и дочь.